# Atak na szkołę Al-Sardi
Atak na szkołę Al-Sardi – atak przeprowadzony przez Siły Obrony Izrael (IDF) 6 czerwca 2024 na szkołę UNRWA w obozie dla uchodźców Muchajjam an-Nusajrat w Strefie Gazy. 

## Tło
UNRWA zarządzała około 300 szkołami w Strefie Gazy przed zawieszeniem działalności edukacyjnej po ataku Hamasu na Izrael z 7 października 2023. Wiele z tych szkół zostało przekształconych w schroniska dla uchodźców. W momencie ataku szkoła Al-Sardi była jednym z takich obiektów. Od początku wojny ponad 180 budynków należących do agend ONZ zostało trafionych, a w wyniku tych ataków zginęło ponad 450 osób cywilnych.

## Przebieg ataku
6 czerwca 2024 około godziny 2:00 czasu lokalnego IDF przeprowadziły nalot na szkołę Al-Sardi, zlokalizowaną w obozie uchodźców Nuseirat w Strefie Gazy. W obiekt uderzyły dwa pociski. Choć kompleks szkolny nie pełnił już funkcji edukacyjnych od początku wojny, według Agencji Narodów Zjednoczonych ds. Pomocy Uchodźcom Palestyńskim (UNRWA), w chwili ataku schronienie znajdowało tam około 6 000 osób cywilnych.

## Ofiary
Szpital Szuhada al-Aksa oraz Ministerstwo Zdrowia Strefy Gazy poinformowały o co najmniej 33 zabitych Palestyńczykach – w tym 9 dzieciach, 3 kobietach i 21 mężczyznach. UNRWA podała liczbę co najmniej 35 ofiar śmiertelnych. Według Associated Press i świadków cytowanych przez The Guardian, atak był wymierzony w część budynku, w której przebywali mężczyźni i chłopcy; kobiety i dziewczęta znajdowały się w oddzielnej części szkoły. Wśród ofiar znajdowały się również dzieci zabite obok swojej matki. Dokumentacja NPR wskazała na odnalezienie szczątków pięciorga dzieci.

## Stanowisko Izraela
Izraelska armia oświadczyła, że celem ataku byli bojownicy Hamasu, rzekomo przebywający na terenie szkoły, jednak nie przedstawiono dowodów potwierdzających te zarzuty. IDF podało, że zginęło 20–30 bojowników, publikując nazwiska 17 osób, które uznano za członków Hamasu. Osiem z tych nazwisk nie zgadzało się z rejestrami szpitalnymi, a jedno odnosiło się do ośmioletniego chłopca. Rzecznik IDF zadeklarował, że armia „nie była świadoma” ofiar cywilnych, co zostało zakwestionowane przez świadków oraz personel medyczny.

## Użycie amerykańskich pocisków
Według analiz CNN i The Washington Post, w ataku wykorzystano amerykańskie bomby kierowane GBU-39 typu SDB (Small Diameter Bomb), co potwierdzono na podstawie fragmentów uzbrojenia z miejsca zdarzenia. Jeden z fragmentów zawierał kod producenta (tzw. „cage code”) powiązany z firmą Woodward HRT z Kalifornii. Wcześniejsze raporty Departamentu Stanu USA wskazywały, że istnieją podstawy, by uznać użycie amerykańskiej broni w operacjach Izraela za możliwe naruszenie prawa międzynarodowego.

## Reakcje międzynarodowe
Atak spotkał się z potępieniem ze strony ONZ, Belgii, Kataru oraz organizacji pozarządowej Oxfam. Sekretarz Generalny ONZ António Guterres stwierdził, że obiekty ONZ muszą pozostawać nienaruszalne, a Martin Griffiths, koordynator pomocy humanitarnej ONZ, podkreślił konieczność przestrzegania prawa konfliktów zbrojnych. Philippe Lazzarini, komisarz generalny UNRWA, nazwał atak „rażącym naruszeniem międzynarodowego prawa humanitarnego”.
Rzecznik Departamentu Stanu USA Matthew Miller wezwał Izrael do pełnej przejrzystości, lecz stwierdził, że atak nie przekroczył tzw. „czerwonej linii” administracji prezydenta Joe Bidena. Unia Europejska wezwała do niezależnego śledztwa, a belgijska minister spraw zagranicznych Hadja Lahbib określiła atak jako „przerażający i niedopuszczalny akt przemocy”.